# NGC 1606
NGC 1606 je galaksija u zviježđu Eridanu.

## Vanjske poveznice
- SEDS: NGC 1606